# Arturo López Willshaw
Arturo José López Willshaw (Valparaíso, 20 juin 1900 - Neuilly-sur-Seine, 17 mars 1962) est un mécène, riche collectionneur chilien, et une personnalité de la vie mondaine parisienne de l'après-guerre.

## Biographie
Arturo López Willshaw, surnommé Arturito, est le fils d'Arturo Lopez Perez, industriel chilien ayant fait fortune dans le commerce du guano, et de sa première femme, Sara Willshaw. 
Il épousa sa cousine Patricia López Huici (1912–2010), bien qu'ouvertement homosexuel,.
López Willshaw s'installe en France durant l'entre-deux-guerres et devient un personnage important du Tout-Paris. Il est à l'époque attaché à l'ambassade du Chili.
Riche esthète, il rassemble une très belle collection d'objets d'art, notamment une fameuse collection d'orfèvrerie partiellement dispersée par Sotheby's Monaco, en 1992. 
C'est par ailleurs un mécène effectuant d'importants dons aux châteaux de Versailles et de Rambouillet (notamment de la chaumière aux coquillages dans le parc).
Ce millionnaire partage sa vie entre l'hôtel Lambert sur l'île Saint-Louis, où vit son compagnon Alexis de Redé, l’hôtel Rodocanachi à Neuilly-sur-Seine (12, rue du Centre, conçu par l'héritier grec Paul Rodocanachi à partir de 1899) où il s'installe en 1928 et donne des fêtes somptueuses, et son yacht La Gaviota, ces deux derniers étant aménagés par l’architecte d'intérieur Georges Geffroy. L'hôtel particulier est racheté en 1971 par la municipalité, qui y crée un musée et une bibliothèque, alors que le parc de la propriété est loti.
Il habite également le château de Vosves en Seine-et-Marne.
Roger Peyrefitte a dit de lui : « [Ce] petit Chilien un tantinet prétentieux, était le roi du guano, grâce à des îles qu'il possédait sur les côtes du Chili. Il aimait le faste. Il possédait un hôtel particulier magnifique à Neuilly. S'il jetait l'argent par les fenêtres, il choisissait ses fenêtres : il a beaucoup aidé à la restauration du château de Versailles et répondu aux sollicitations de son inlassable conservateur, Gérald Van der Kemp […]. Nous savions tous qu'il était homosexuel. On disait même qu'il s'était marié par amour pour le frère de sa femme […]. Van der Kemp a voulu montrer sa reconnaissance envers le mécène, en faisant dire une messe à sa mémoire, dans la chapelle royale de Versailles, initiative qui parut hardie à certains. Au sortir de la messe, quelqu'un dit : "C'est quand même drôle qu'il y ait eu à Versailles une messe pour un juif." Alors, un autre se retourne et lance : "N'insultez pas un mort !" "Juif" était donc dans son esprit un terme insultant. On ne peut prononcer un mot plus malheureux et plus bête ».
Il meurt le 17 mars 1962, laissant à son compagnon depuis vingt ans, Alexis Rosenberg, baron de Rédé, une partie de sa fortune et de sa collection et fut enterré au cimetière du Père-Lachaise.

## Iconographie
Alexandre Iacovleff fait le portrait d'Arturo López Willshaw en 1923. Il est vendu pour 713 250 livres (809 959 euros) par Sotheby's, Londres, le 24 novembre 2008.